# Clube da Esquerda Liberal
O Clube da Esquerda Liberal surgiu em 1984 e consistiu num grupo de pensadores políticos portugueses oriundos da esquerda revolucionária que tinham abandonado o marxismo e defendiam  o liberalismo, a economia de mercado e a social-democracia. Os seus fundadores foram Manuel Villaverde Cabral, João Carlos Espada e José Pacheco Pereira. Nos debates do Clube participou, entre outros, Mário Soares. O grupo lançou a revista Risco em 1985 e dissolveu-se em 1987.
Entre os seus participantes contavam-se, além dos já referidos, personalidades como António Costa Pinto, Henrique Monteiro, José Manuel Fernandes, Teresa de Sousa, José Lamego e Pedro Bacelar.